# Lothar Enderlein
Lothar Enderlein (* 6. Juli 1880 in Dresden; † 14. Mai 1942 in Rähnitz-Hellerau) war ein deutscher Pädagoge und Heimatforscher.

## Leben
Enderlein war der Sohn des aus Zwönitz gebürtigen Rechnungsinspektors der Königlich-sächsischen Staatseisenbahn Paul Robert Enderlein (1845–1908) und dessen Frau Ida Bianca geb. Schreyer (1854–1901). Er war ein Schüler von Rudolf Kötzschke und promovierte bei diesem zum Dr. phil.
Enderlein widmete sich als Lehrer in seiner Freizeit verstärkt Studien auf den Gebieten der Kulturgeschichte, der sächsischen Landesgeschichte und der Siedlungskunde. Darüber legte er mehrere Publikationen vor, darunter sein umfassendes Werk über Besitz, Herrschaftsbildung und Siedlungsgeschichte des Klosters Grünhain im Westerzgebirge. Enderlein wohnte zuletzt in Rähnitz-Hellerau, wo er 1942 starb. Sein schriftlicher Nachlass wird im Sächsischen Hauptstaatsarchiv Dresden verwaltet.